# Hypnodendron arcuatum
Hypnodendron arcuatum är en bladmossart som beskrevs av Lindberg och Mitten 1882. Hypnodendron arcuatum ingår i släktet Hypnodendron och familjen Hypnodendraceae. Inga underarter finns listade i Catalogue of Life.